# 손석용
손석용(1998년 9월 4일 ~ ) 은 대한민국의 축구 선수이다. 포지션은 공격수이다. 현 부산아이파크 소속이다.

## 클럽 경력
손석용은 2017시즌을 앞두고 대구 FC에 우선지명되면서 프로에 입문했다.
2020시즌을 앞두고 K리그2의 서울 이랜드 FC로 이적했다.
2021시즌을 앞두고 K3리그의 김포 FC에 입단했다.

## 수상

### 팀

#### 대구 FC
- FA컵 우승: 2018